# Natuurreservaat Wia Wia
Natuurreservaat Wia Wia is een natuurreservaat aan de kust van Marowijne in Suriname.  Het reservaat heeft een oppervlakte van circa 36.000 hectare en ligt tussen de Motkreek en de Kwerimanbank.
Het werd in 1961 uitgeroepen tot natuurreservaat en in 1966 uitgebreid naar het westen. De beschermde status werd in het leven geroepen om de dieren in dit gebied te beschermen. Hier komen vijf soorten zeeschildpadden voor die hier hun eieren in het zand leggen en diverse soorten watervogels, waaronder flamingo's en ibissen, die hier nestelen en naar voedsel zoeken.
Het natuurreservaat vormt een onderzoeksgebied voor wetenschappers en het heeft geen toeristische faciliteiten. Er is een klein basiskamp van STINASU bij het strand van Matapica.
Het wordt gerekend tot de WWF-ecoregio NT0149, het Paramaribo-zwampbos, maar behoort gedeeltelijk ook bij NT1411, de mangrovekust van noordelijk Zuid-Amerika. Wia Wia heeft namelijk uitgebreide gebieden met zwarte mangrove. Maar er zijn ook moerassige gedeeltes met zoet water, die de typische boomsoorten van het zwampbos, zoals baboen, pinapalm en mataki huisvesten. Aan de kust en op de ritsen komen er zelfs plekken met xerofytisch bos voor, door de betere afwatering van de bodem. Lokaal is een cactus Cereus hexagonus daar talrijk. 

## Zeeschildpadden
De aanvankelijke reden voor de stichting van het reservaat in 1961 was de bescherming van de zeeschildpadden die op het Bigisanti-strand hun eieren kwamen leggen. Maar de Surinaamse kust is een erg dynamisch gebied. Er staat een westelijke stroming langs de kust die sediment dat via de Amazone uit het Andesgebergte komt langs de Surinaamse kust voert. Daardoor verplaatste het zandstrand zich naar het westen en werd eerst het Motkreek-strand, toen het Krofajapasi-strand en in rond 1993 het Matapica-strand. Daarmee kwamen de nestplaatsen buiten de grenzen van Wia Wia te liggen en nam de Surinaamse regering jaarlijkse besluiten welke stukken kust beschermd waren, als een soort wandelend natuurreservaat. Het is echter best mogelijk dat er zich weer een zandstrand binnen Wia Wia gaat vormen in de toekomst. Het voorbijtrekken van modderbanken schijnt aan een cyclus van zo'n 30 jaar onderhevig te zijn.
Met name voor de lederschildpad zijn de kusten van het Franse departement Guyane, Suriname en -aan de overzijde van de oceaan- Gabon van groot belang. Het zijn namelijk de grootste legplaatsen van de soort. Aan deze kusten was 2008 de populatie stabiel of zelfs groeiend, deels dankzij de beschermde status. In het Pacifische Gebied stond daarentegen de soort onder zware druk.